# Kanton Courson-les-Carrières
Kanton Courson-les-Carrières (fr. Canton de Courson-les-Carrières) byl francouzský kanton v departementu Yonne v regionu Burgundsko. Skládal se z 11 obcí. Zrušen byl po reformě kantonů 2014.

## Obce kantonu
- Courson-les-Carrières
- Druyes-les-Belles-Fontaines
- Fontenailles
- Fouronnes
- Lain
- Merry-Sec
- Molesmes
- Mouffy
- Ouanne
- Sementron
- Taingy